# 옥탑방 왕세자
《옥탑방 왕세자》는 2012년 3월 21일부터 2012년 5월 24일까지 방영된 SBS 드라마 스페셜이다. 조선 시대 왕세자 이각이 사랑하는 세자빈을 잃고 시간을 뛰어넘어 신하들과 함께 현대로 날아와 전생에서 못다한 여인과 사랑을 이룬다는 내용을 그리고 있다.

## 등장 인물
- 박유천 : 이각 / 용태용 역 - 조선시대 왕세자 / 여길남의 손자
  - 최원홍 : 어린 이각 역
- 한지민 : 박하(박인주) / 부용 역
  - 전민서 : 어린 박하 / 어린 부용 역
- 정유미 : 홍세나 / 화용 역 - 박하의 이부언니, 여길남의 비서 / 부용의 언니, 세자빈
  - 김소현 : 어린 세나 / 어린 화용 역
- 이태성 : 용태무 / 무창군 역 - '홈&쇼핑' 전략기획 본부장, 태용의 사촌 형 / 태용의 이복 형
- 이민호 : 송만보 역 - 세자시강원 정6품 사서 특채
- 정석원 : 우용술 역 - 세자익위사 정6품 익찬
- 최우식 : 도치산 역 - 내시부 정6품 상시 특별채용

### 주변 인물
- 반효정 : 여길남 역 - '홈&쇼핑'의 회장
- 안석환 : 용동만 역 - 여길남의 둘째 아들, 용태무의 아버지
- 박준금 : 왕고모 역 - 이름 '용설희', 태용의 고모할머니
- 이문식 : 표택수 역 - '홈&쇼핑'의 상무
- 송옥숙 : 공만옥 역 - 세나의 어머니, 박하의 새어머니
- 나영희 : 장선주 회장 역 - '홈&쇼핑'의 대주주
- 강별 : 레이디 미미 역 - 은둔형 만화가 지망생
- 구잘 투르수노바 : 베키 역 - 우즈베키스탄에서 온 한국어 잘하는 외국인

### 그 외 인물
- 김대희 : 방수봉 역 - 용태무의 스파이 겸 비서
- 안수호 : 문구점 사장 역
- 하수호 : 좌익위 역
- 손선근 : 경찰 역
- 신범식 : 주막에서 일하는 남자 역
- 조성희 : 경찰 역
- 전성애 : 박하네 옥탑방 집주인 역
- 김홍수 : 세탁소 사장 역
- 이종구 : 의사 역
- 김주아 : 태용의 집 가사도우미 역
- 유형관 : 마을 이장 역
- 신신범 : 노인정에 있는 할아버지 역
- 이광세 : 노인정에 있는 할아버지 역
- 고유미 : 비서 역
- 윤갑수 : 사장 역
- 김건호 : 경비원 역
- 송경의 : 의사 역
- 강찬양 : 간호사 역
- 권영경 : 간호사 역
- 박성균 : 유전자검사센터 관계자 역
- 민준현 : 태용이네 운전기사 역
- 구본석 : 의사 역
- 정석규 : 사진관 주인 역
- 민병애 : 박하가 벨 누르고 도망간 집에 사는 여자 역
- 이승기 : 의류수거업체 직원 역
- 원근희 : '홈&쇼핑'의 이사 역
- 최효상 : '홈&쇼핑'의 이사 역
- 권홍석 : 김상수 부장 역 - 여행사 담당자
- ? : 박하의 직장상사 역
- 김현정 : 마스크팩 회사 사장의 비서 역
- ? : 마스크팩 회사 사장 역
- 유옥주 : 공만옥네 생선가게 진상손님 역
- 김추월 : 시장 상인 역
- 최인숙 : 공인중개사 역
- 이정성 : 면접관 역
- ? : 여행사 사장 역
- 최홍일 : 여행사 관계자 역
- 남정희 : 박하가 진안에서 머무는 집의 주인할머니 역
- 윤영목 : 보안과장 역
- 서진욱
- 주부진 : 환자 역
- 이성주 : 의사 역
- 김태영 : 여길남의 유언장을 공표하는 남자 역
- 주성환 : 형사 역
- ? : 자동차 정비공 역
- ? : 태용이네 집에서 접촉사고가 난 차량을 아는 여자 역
- 서광재 : 의사 역
- 봉은선 : 주모 역
- 김효진 : 기미상궁 역

### 아역
- ? : 세준 역 - 박하가 진안에서 머무는 집 주인할머니의 손자

### 특별 출연
- 길용우 : 홍만필 역 - 화용과 부용의 아버지 (1회, 20회)
- 김유석 : 조선시대 왕 역 - 이각의 아버지 (1회)
- 견미리 : 정경부인 역 - 화용과 부용의 어머니 (1회, 20회)
- 맹상훈 : 박인철 역 - 박하의 아버지, 세나의 새아버지 (1회)
- 김형범 : 홍낙현 역 - 포도대장, 홍만필의 아들 (1회, 20회)
- 안상태 : 경찰 역 (2회)
- 송재희 : 박하의 맞선남 역 - 초등학교 교사 (8~9회)

## 시청률
최저 시청률과 최고 시청률은 시청률 조사회사와 지역별로 시청률에 차이가 있을 수 있습니다.
| 2012년      | 2012년      | 2012년         | 2012년       | 2012년         | 2012년       |
| 회차        | 방송일      | TNmS 시청률    | TNmS 시청률  | AGB 시청률     | AGB 시청률   |
| 회차        | 방송일      | 대한민국(전국) | 서울(수도권) | 대한민국(전국) | 서울(수도권) |
| ----------- | ----------- | -------------- | ------------ | -------------- | ------------ |
| 제1회       | 3월 21일    | 8.7%           | 9.7%         | 9.8%           | 11.3%        |
| 제2회       | 3월 22일    | 12.0%          | 14.0%        | 10.5%          | 11.7%        |
| 제3회       | 3월 28일    | 10.2%          | 11.2%        | 11.2%          | 12.3%        |
| 제4회       | 3월 29일    | 11.1%          | 12.9%        | 11.4%          | 12.7%        |
| 제5회       | 4월 4일     | 10.9%          | 12.1%        | 11.2%          | 12.5%        |
| 제6회       | 4월 5일     | 14.2%          | 16.9%        | 12.5%          | 14.0%        |
| 제7회       | 4월 12일    | 12.1%          | 13.5%        | 12.5%          | 14.2%        |
| 제8회       | 4월 18일    | 11.6%          | 14.8%        | 11.4%          | 12.2%        |
| 제9회       | 4월 19일    | 11.8%          | 13.7%        | 12.0%          | 13.4%        |
| 제10회      | 4월 19일    | 11.2%          | 14.3%        | 10.4%          | 11.9%        |
| 제11회      | 4월 25일    | 11.6%          | 13.0%        | 10.6%          | 11.4%        |
| 제12회      | 4월 26일    | 12.3%          | 13.7%        | 11.3%          | 12.4%        |
| 제13회      | 5월 2일     | 11.5%          | 14.1%        | 10.3%          | 11.1%        |
| 제14회      | 5월 3일     | 12.0%          | 14.0%        | 11.6%          | 12.5%        |
| 제15회      | 5월 9일     | 11.4%          | 13.2%        | 11.6%          | 13.0%        |
| 제16회      | 5월 10일    | 12.4%          | 14.5%        | 12.5%          | 13.8%        |
| 제17회      | 5월 16일    | 13.8%          | 16.1%        | 11.8%          | 12.7%        |
| 제18회      | 5월 17일    | 13.5%          | 16.0%        | 12.1%          | 12.9%        |
| 제19회      | 5월 23일    | 15.1%          | 17.3%        | 12.8%          | 13.8%        |
| 제20회      | 5월 24일    | 14.9%          | 16.2%        | 14.8%          | 15.7%        |
| 평균 시청률 | 평균 시청률 | 12.1%          | 14.1%        | 11.6%          | 12.8%        |

## 결방 사유
- 2012년 4월 11일 : 제19대 국회의원 선거 개표 방송으로 인해 결방
- 2012년 4월 12일 2회 연속방송이 예정되어 있었으나 취소한 후 8회만 방영하였다.[3]
- 2012년 4월 19일 : 9, 10회 연속 방영

## 수상 경력
- 2012년 SBS 연기대상 남자 우수상, 10대 스타상, 베스트 커플상 ,시청자 인기상 박유천
- 2012년 SBS 연기대상 여자 최우수상, 10대 스타상 ,베스트 커플상 한지민
- 2012년 SBS 연기대상 여자 우수상 정유미
- 2012년 서울드라마어워즈 한류스타상 박유천
- 2012년 서울드라마어워즈 한류스타상 한지민
- 2012년 서울드라마어워즈 최우수작품상

## OST

### Part.1
| #  | 제목                     | 재생 시간 |
| -- | ------------------------ | --------- |
| 1. | 〈한참 지나서〉 (백지영) | 3:20      |
| 2. | 〈상처〉 (알리)          | 4:01      |
| 3. | 〈한참 지나서 (Inst.)〉  | 3:21      |
| 4. | 〈상처 (Inst.)〉         | 4:01      |

### Part.2
| #  | 제목                  | 재생 시간 |
| -- | --------------------- | --------- |
| 1. | 〈해피엔딩〉 (박재범) | 3:14      |
| 2. | 〈해피엔딩 (Inst.)〉  | 3:14      |

### Vol.1
| #   | 제목                      | 재생 시간 |
| --- | ------------------------- | --------- |
| 1.  | 〈한참지나서〉 (백지영)   | 3:22      |
| 2.  | 〈상처〉 (알리)           | 4:03      |
| 3.  | 〈해피엔딩〉 (박재범)     | 3:16      |
| 4.  | 〈부용지 연못〉           | 1:55      |
| 5.  | 〈빈〉                    | 1:51      |
| 6.  | 〈옥탑방 왕세자 (Title)〉 | 1:22      |
| 7.  | 〈쫄쫄이 4인방〉          | 2:31      |
| 8.  | 〈서울 나들이〉           | 1:25      |
| 9.  | 〈금소화동숙〉            | 2:27      |
| 10. | 〈수수께끼〉              | 1:46      |
| 11. | 〈한참지나서 (Inst.)〉    | 3:22      |
| 12. | 〈상처 (Inst.)〉          | 4:03      |
| 13. | 〈해피엔딩 (Inst.)〉      | 3:14      |

### Part.3
| #   | 제목                                     | 재생 시간 |
| --- | ---------------------------------------- | --------- |
| 1.  | 〈한참 지나서〉 (조은)                   | 3:22      |
| 2.  | 〈어느 하늘 아래 있어도〉 (박기영)       | 3:45      |
| 3.  | 〈Andante〉 (지인(Jiin))                 | 4:02      |
| 4.  | 〈사랑은 어려워〉 (Twilight(트와일라잇)) | 3:31      |
| 5.  | 〈비춰줄께〉 (길구봉구)                  | 3:22      |
| 6.  | 〈한참 지나서 (Inst.)〉                  | 3:22      |
| 7.  | 〈어느 하늘 아래 있어도 (Inst.)〉        | 3:45      |
| 8.  | 〈Andante (Inst.)〉                      | 4:02      |
| 9.  | 〈사랑은 어려워 (Inst.)〉                | 3:31      |
| 10. | 〈비춰줄께 (Inst.)〉                     | 3:22      |

## DVD
- 2012년 《옥탑방왕세자 MAKING FILM 왕자의 촬영일지 DVD》
- 2013년 《옥탑방왕세자 완전판 DVD 》(한일발매)
- 2013년 《옥탑방왕세자 Blu-ray DVD》

## 경쟁 프로그램
- 적도의 남자 (KBS2, 2012년 3월 21일 ~ 2012년 5월 24일)
- 더킹 투하츠 (MBC, 2012년 3월 21일 ~ 2012년 5월 24일)

## 문제점
아무리 가상의 인물들만 나온다고 해도, 조선이 건국된 지 50여 년밖에 안되었을 때 훈민정음(한글)이 창제되었는데도 조선 시대에서 왔다는 왕세자와 신하들이 훈민정음(한글)을 모른다는 설정은 부적절하다는 의견이 있다.

## 참고 사항
- 시청률 40%를 상회하던 MBC 드라마 《해를 품은 달》의 종영이 1주 늦춰지면서 《해를 품은 달》의 후속작과 첫방송 날짜를 맞추기 위해 SBS측은 2부작 특집극 《가족사진》을 편성하여 옥탑방 왕세자의 첫방송을 1주 연기하였다.[4][5] 하지만, 《가족사진》의 편성이 불발되자 SBS는 샐러리맨 초한지 스페셜을 2012년 3월 14일 1부, 같은 달 15일 2부 편성했다.[6]
- SBS 드라마플러스가 SBS 프로덕션의 제작부문을 합병한 뒤[7] 처음으로 외주제작한 SBS 미니시리즈였다.
- 김자옥이 용설희 역으로 낙점되었으나 건강상의 이유로 고사했고 김자옥 자리에는 박준금 (남여경 역)이 대신 들어갔다.[8]
- 여길남 회장이 운영하고 있는 회사는 홈&쇼핑이라는 홈쇼핑 회사이며 실제로 존재하고 있다
- 9회 방송분에 대해서 일부 네티즌이 홍세나 역의 정유미가 등장인물의 이름을 바꿔 부르는 방송 사고가 발생했다고 의견을 제기했으며 제작진 측은 정유미가 제대로 발음했다고 해명했다.[9]
- 마지막회에서 조선시대가 배경임에도 가로등-스피커-안내판까지 고스란히 전파를 탔다는 지적을 샀다.[10]
- 문채원이 여주인공 물망에 올랐으나 과거 비중이 생각보다 높아[11] 고사했다.